# Hemiboea mollifolia
Hemiboea mollifolia är en tvåhjärtbladig växtart som beskrevs av Wen Tsai Wang. Hemiboea mollifolia ingår i släktet Hemiboea och familjen Gesneriaceae. Inga underarter finns listade i Catalogue of Life.